# Hôtel de ville

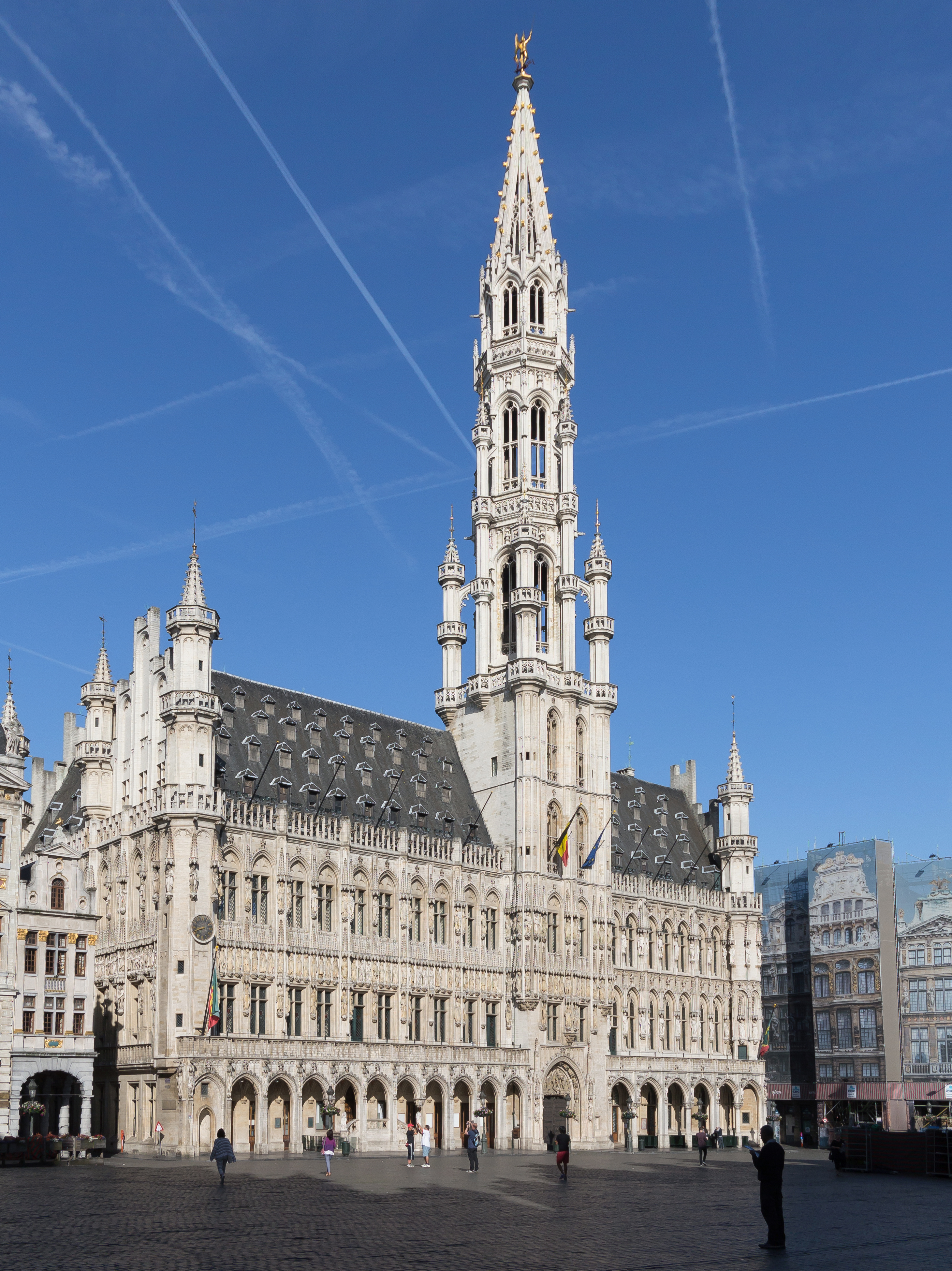
Hôtel de ville de Bruxelles.

L'hôtel de ville est un édifice dont l'apparition au Moyen Âge correspond au déclin du pouvoir seigneurial et à l'octroi de privilèges aux municipalités. C'est là que la bourgeoisie émergente établit avec une certaine ostentation le siège du gouvernement de la cité dont le beffroi symbolise le pouvoir.

## France
En France, le terme « hôtel de ville » désigne généralement la mairie principale d'une ville importante,, surtout lorsque celle-ci dispose de « mairies annexes » dans ses quartiers périphériques. En général, un hôtel de ville est un bâtiment historique et monumental.
Depuis 1884, chaque commune doit posséder un bâtiment destiné à son administration ; auparavant la maison du maire faisait office de mairie.

### Transports en commun
À Paris, Hôtel de Ville est une station des lignes 1 et 11 du métro de Paris, située dans le 4e arrondissement de Paris, rarement appelé « arrondissement de l'Hôtel-de-Ville ».
À Nantes, Hôtel de Ville, est une station des lignes 11, 12, C1 et C6 du réseau de bus de la TAN.
À Villeneuve-d'Ascq, « Villeneuve-d'Ascq Hôtel de Ville » est une station de la ligne 1 du métro de Lille ainsi que de différents bus : N1, 1, 13, 18, 32, CO1, CO3.
À Bordeaux, la station « Hôtel de Ville » est desservie par la ligne A et B du tram.

## Belgique
En Belgique francophone, le terme « hôtel de ville » est utilisé pour désigner l'administration communale d'une ville, le conseil communal y est présidé par un bourgmestre. Dans les communes qui n'ont pas le statut de ville, on utilise le terme de « maison communale » ou, parfois, d'« hôtel communal ».

## Suisse
Le terme « hôtel de ville » est encore utilisé dans certaines communes de Suisse romande.

## Canada
Au Canada francophone, on utilise l’intitulé « hôtel de ville » plutôt que « mairie ».

## Galerie

Quelques hôtels de ville, de par le monde
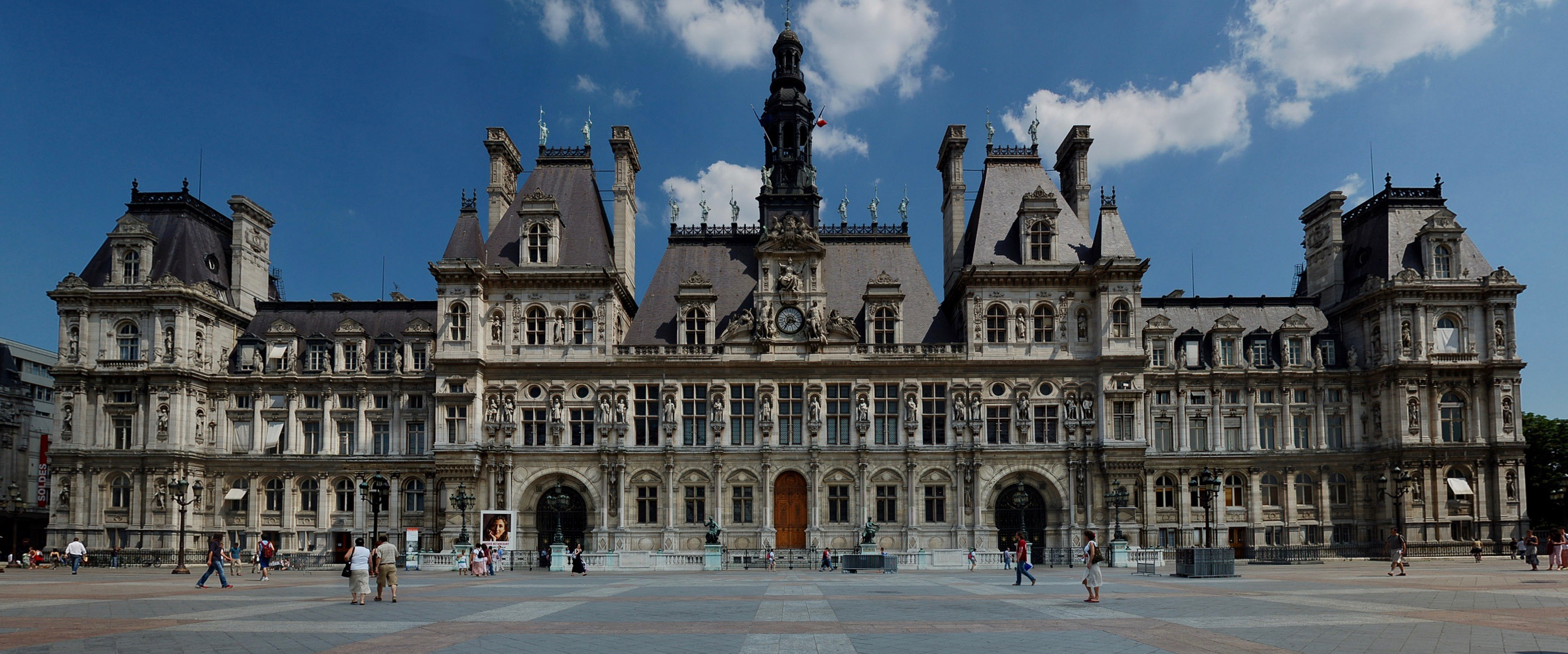
Hôtel de ville de Paris (France).
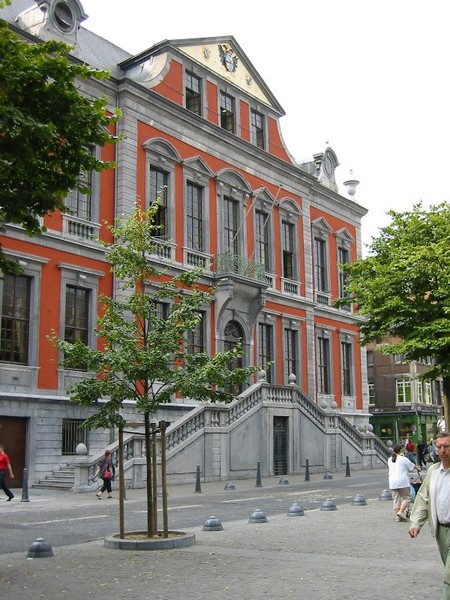
Hôtel de ville de Liège (Belgique).
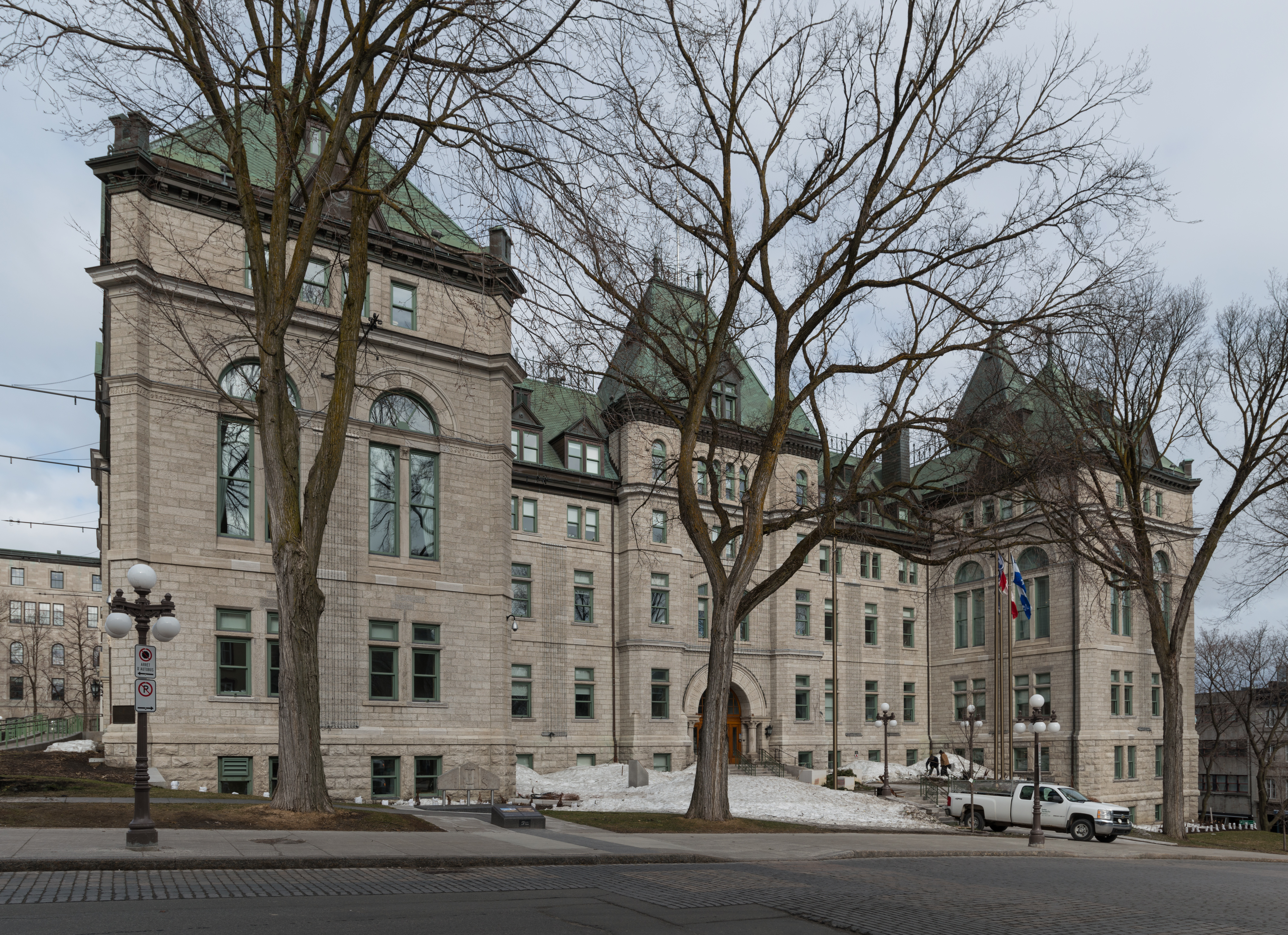
Hôtel de ville de Québec en hiver (Canada).
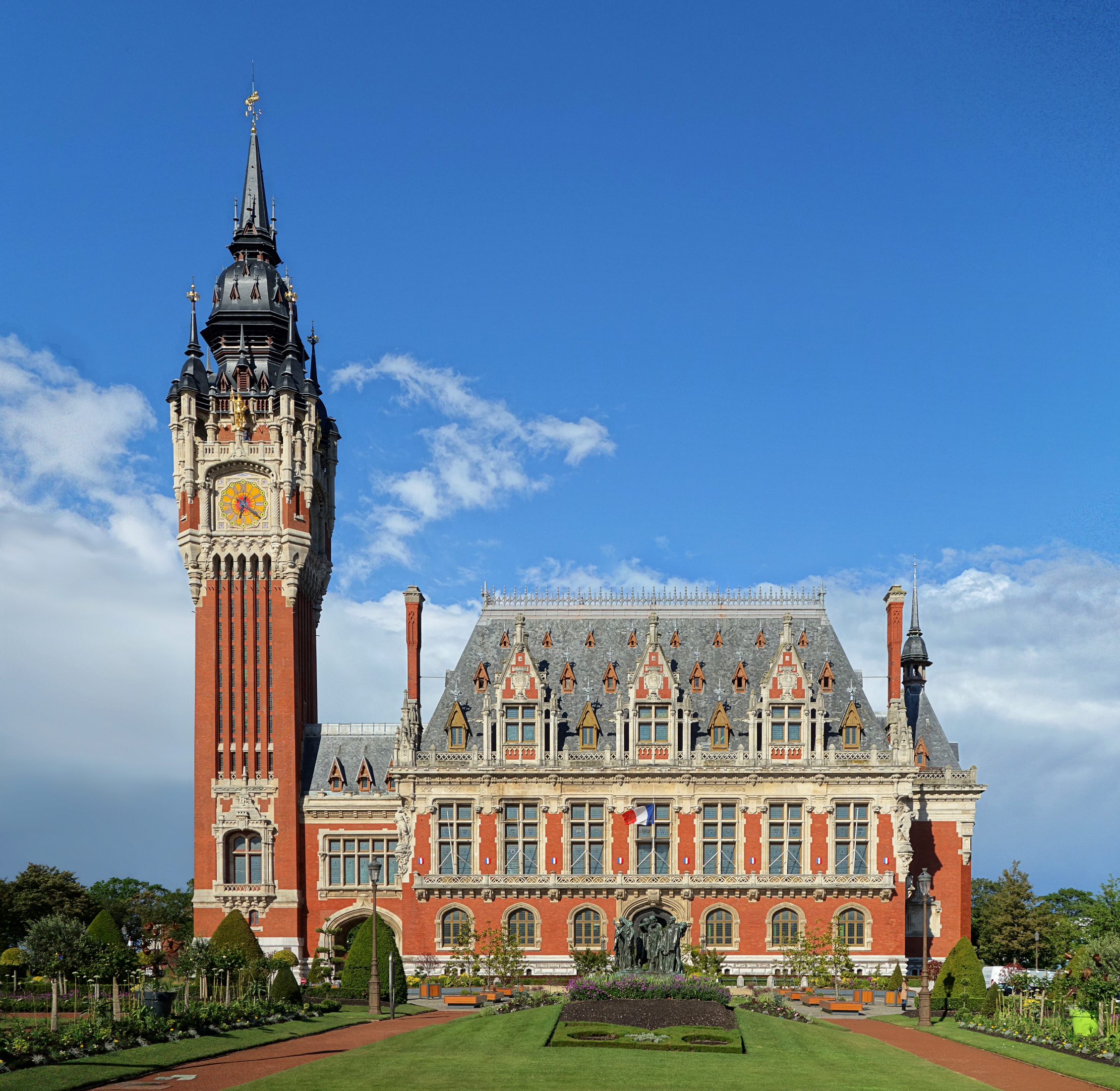
Hôtel de ville de Calais (France) dont le beffroi est inscrit au patrimoine de l'Unesco.
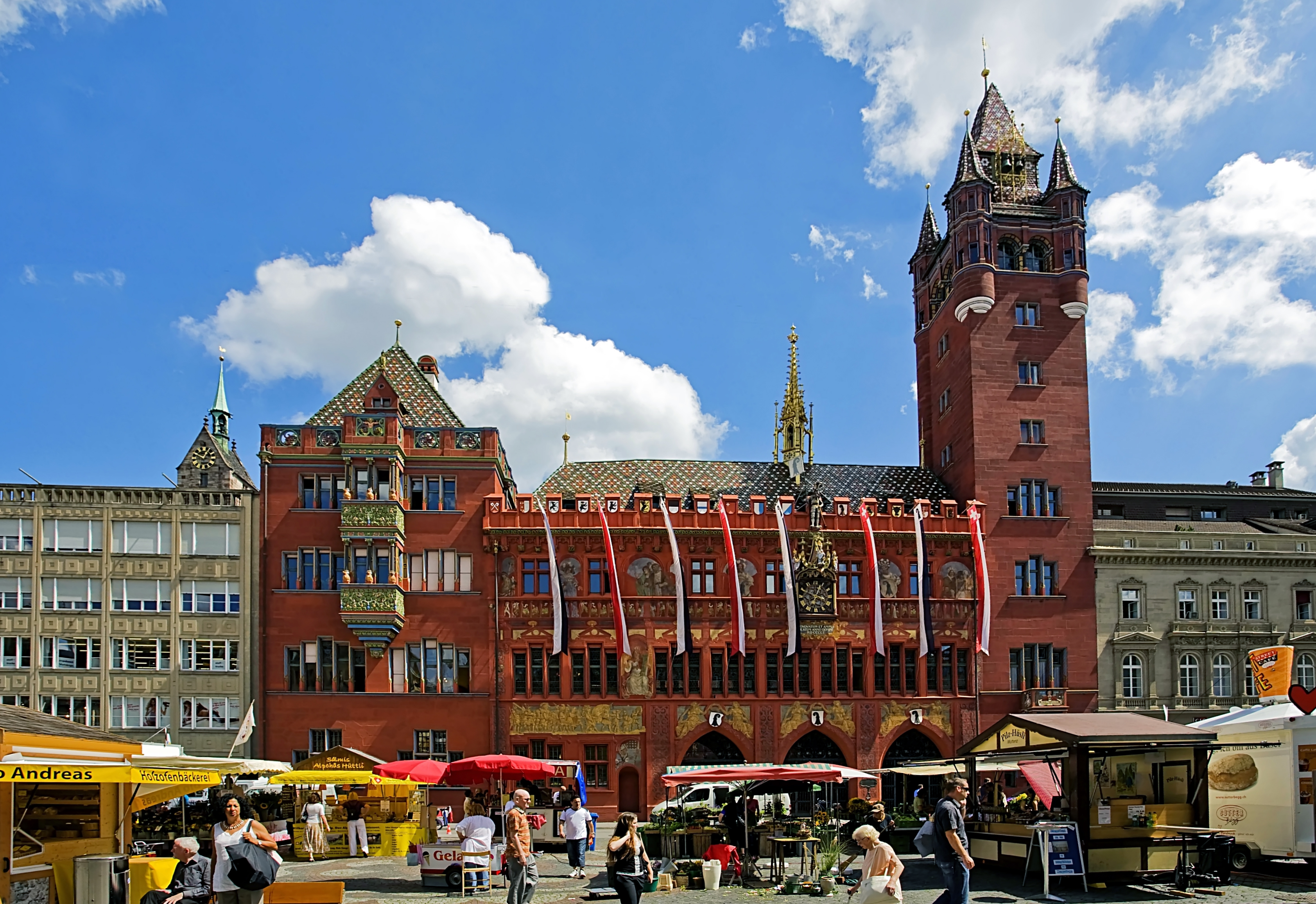
L'hôtel de ville de Bâle (Suisse).
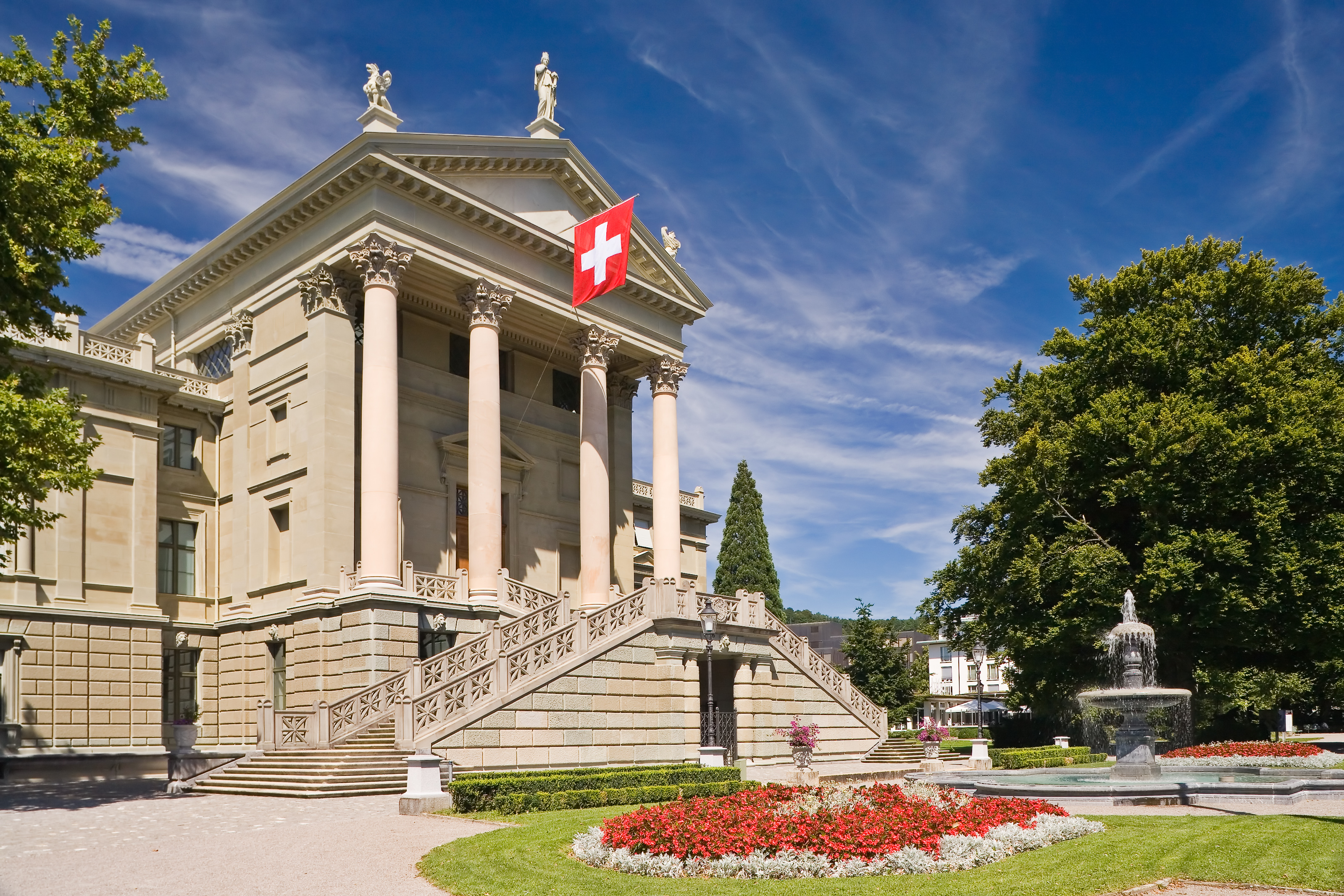
Hôtel de ville de Winterthour (Suisse).
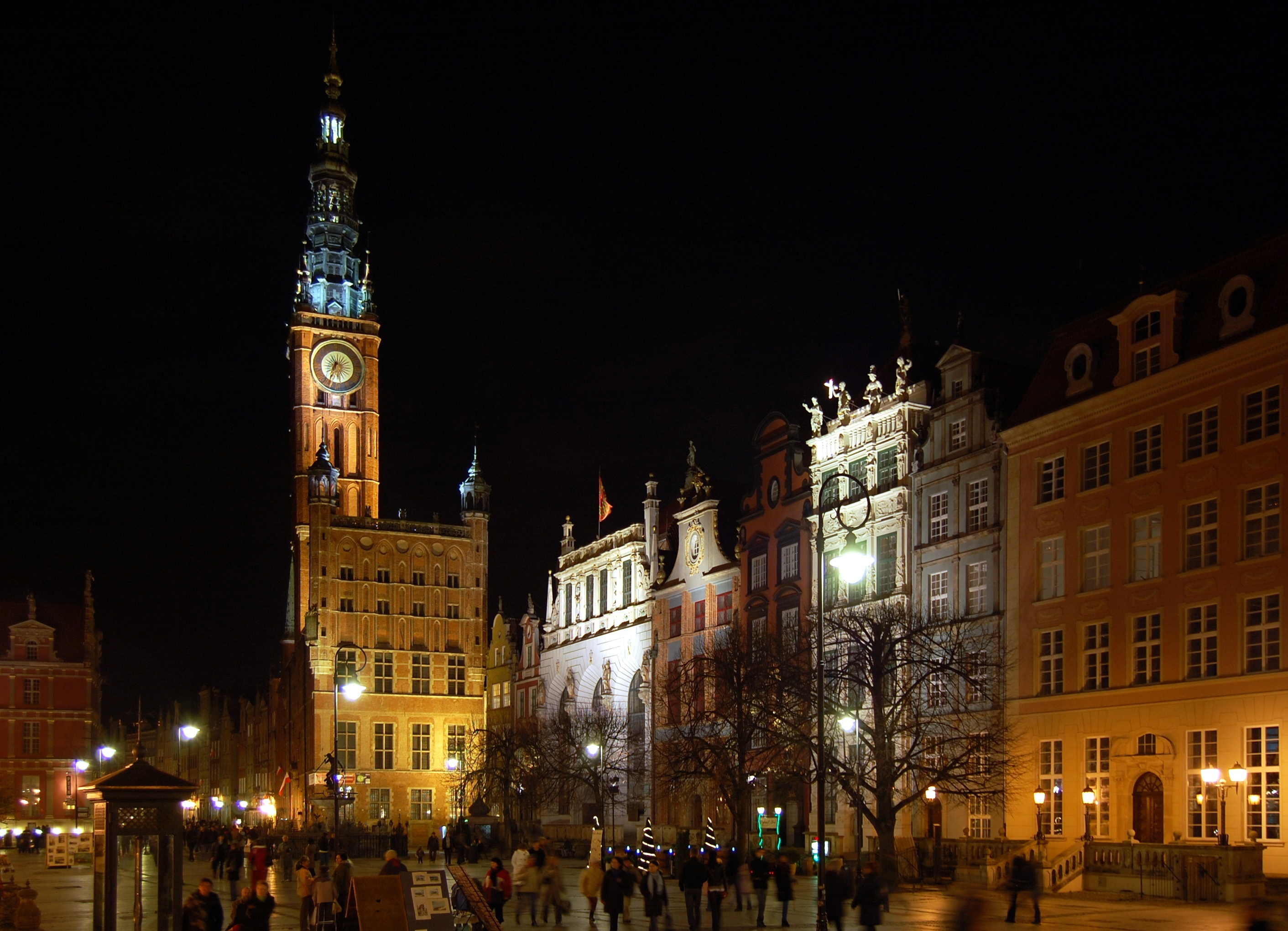
Hôtel de ville de Gdańsk (Pologne).
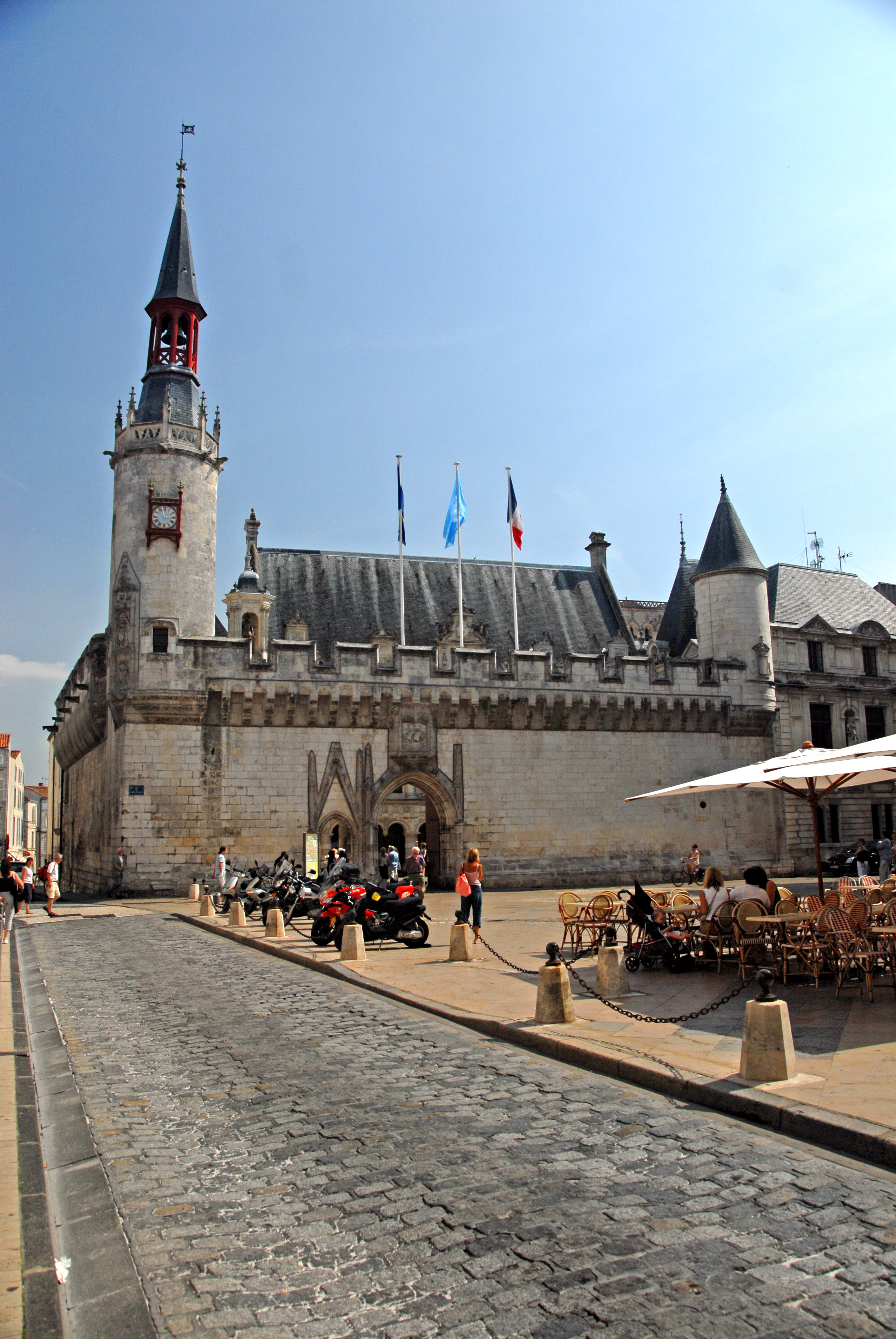
Hôtel de ville de La Rochelle (France).
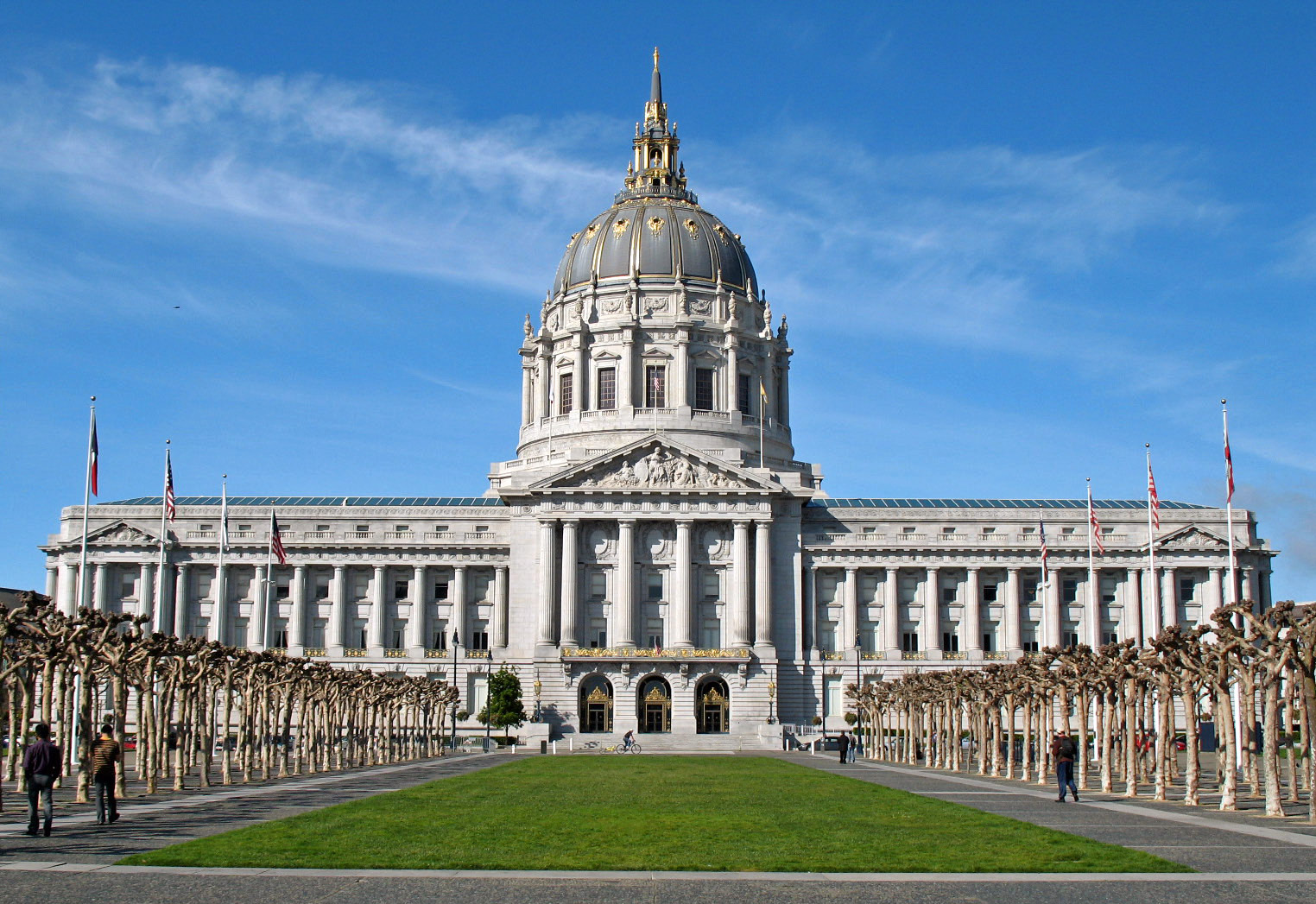
Hôtel de ville de San Francisco (États-Unis).
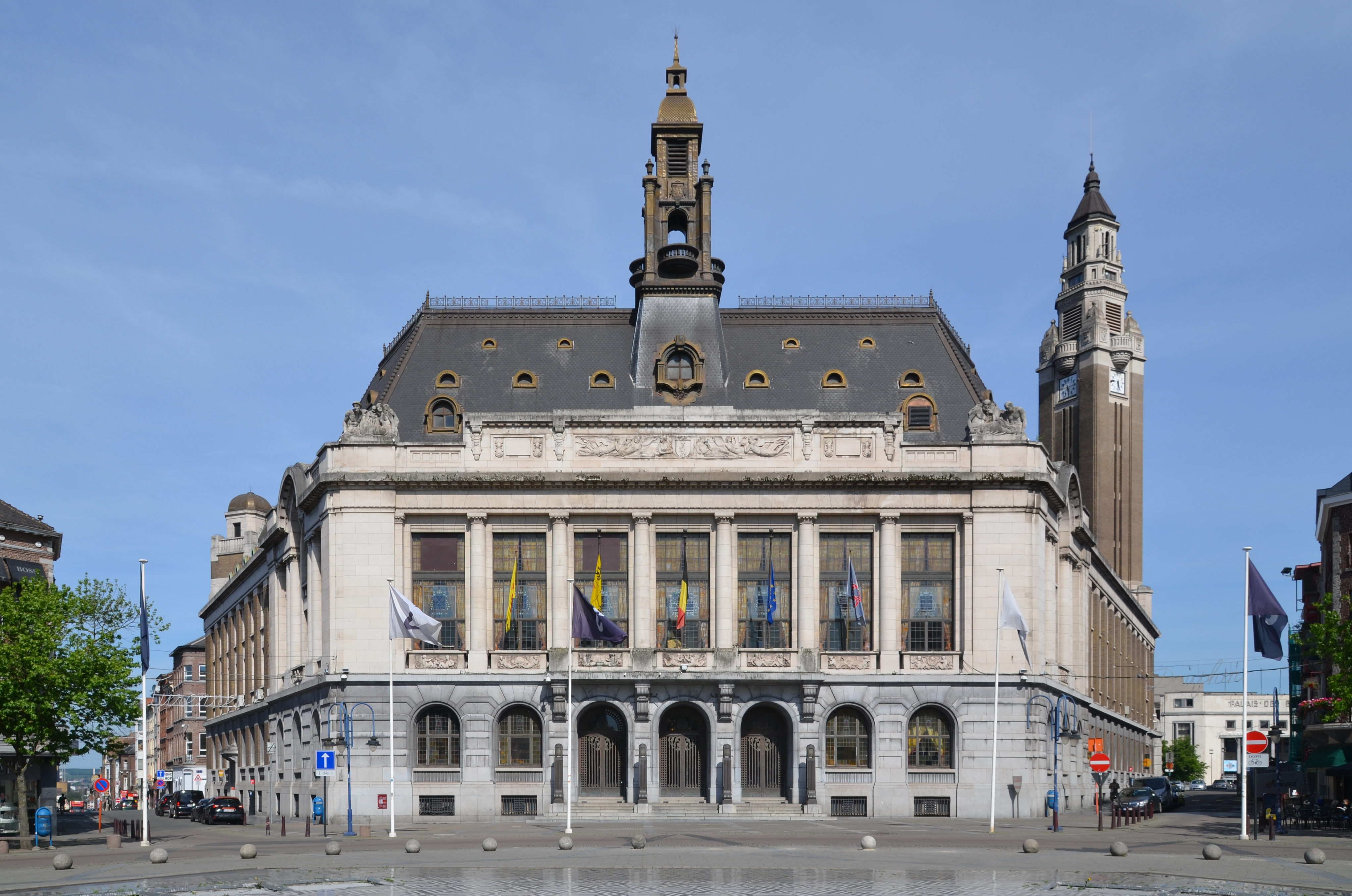
Hôtel de ville de Charleroi (Belgique) dont le beffroi est inscrit au patrimoine de l'Unesco.
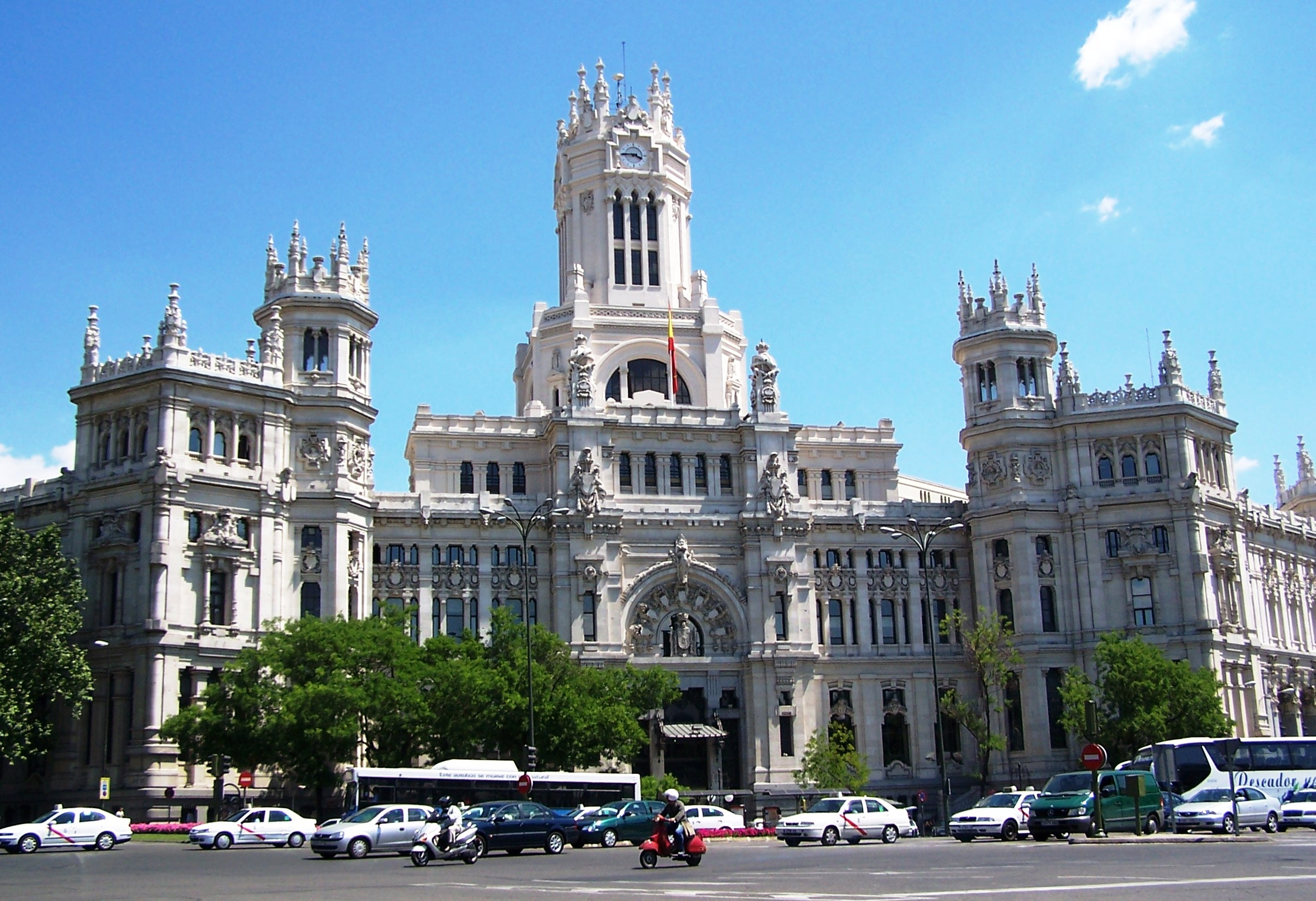
Palais des Communications, hôtel de ville de Madrid (Espagne) depuis 2011.
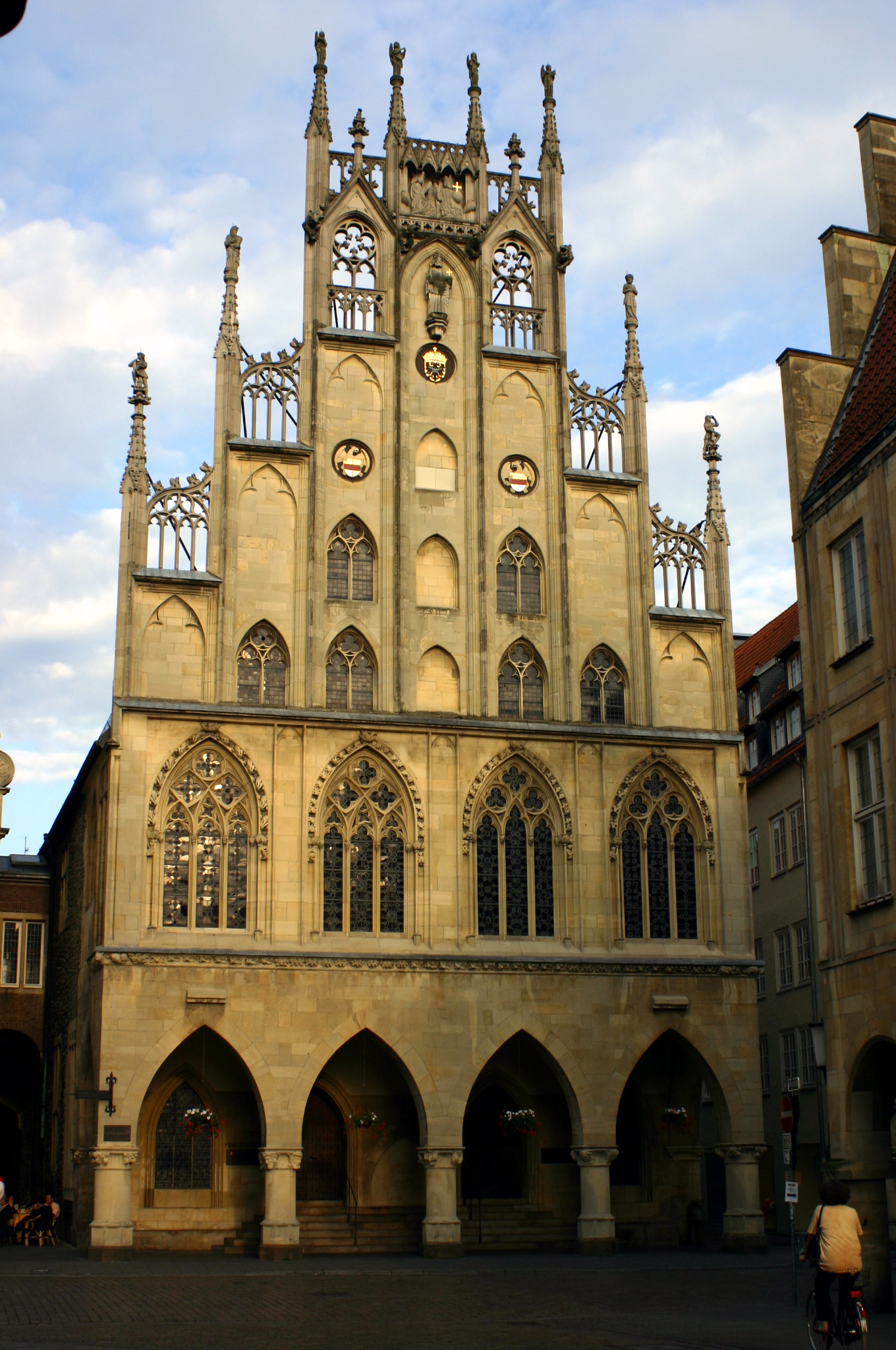
Hôtel de ville de Münster (Allemagne).
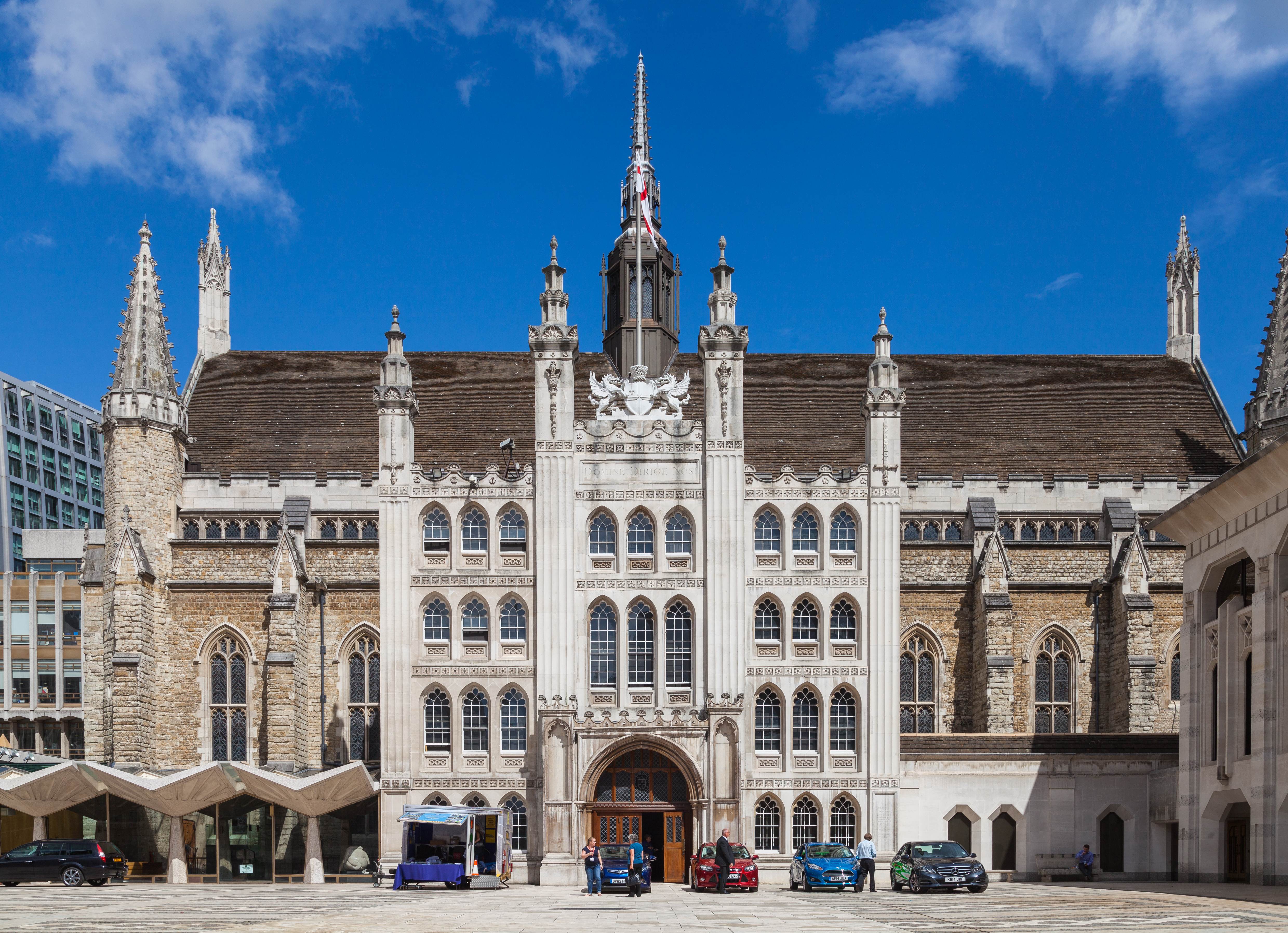
Guildhall, hôtel de ville de la Cité de Londres (Royaume-Uni).
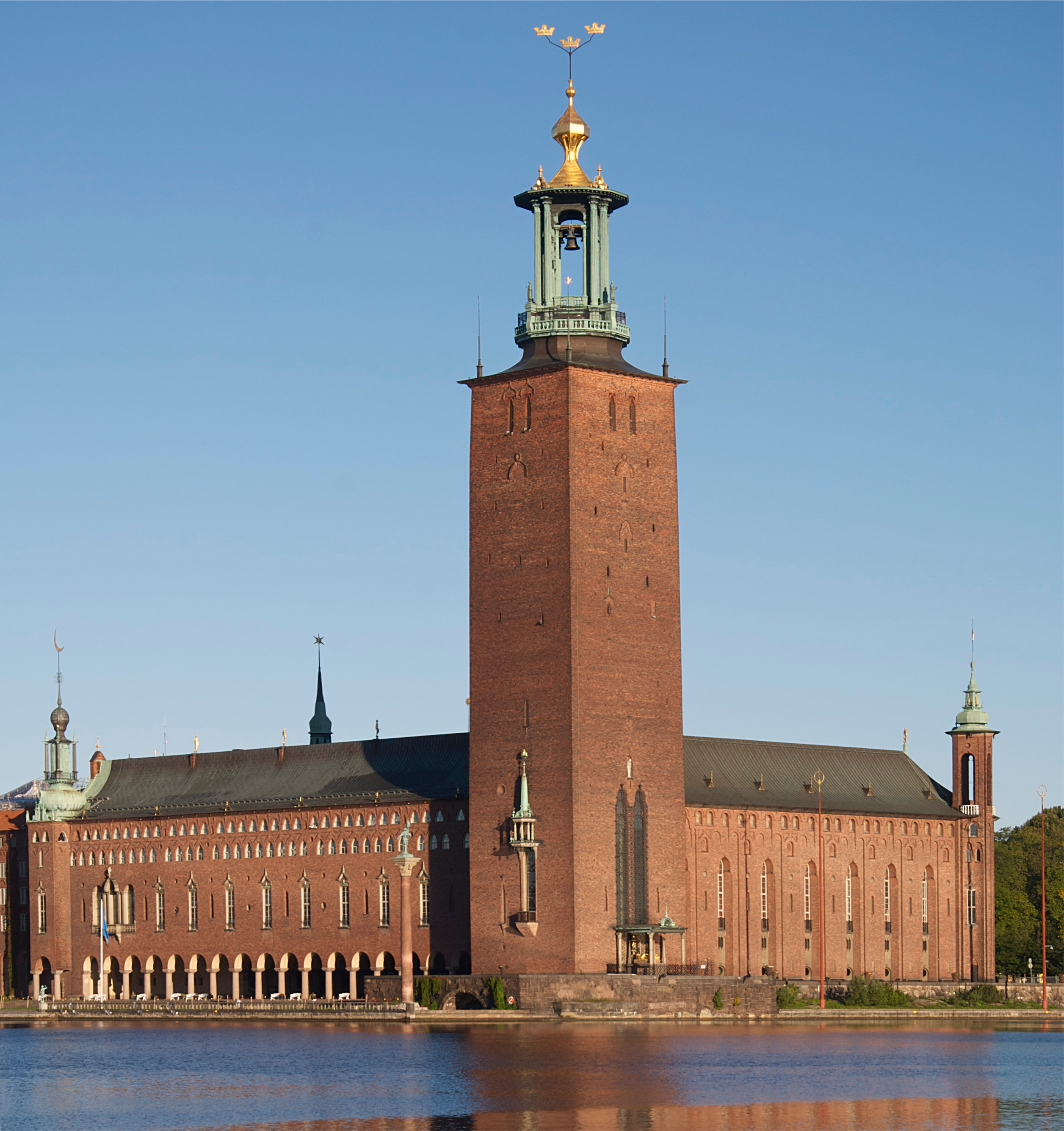
Hôtel de ville de Stockholm (Suède).
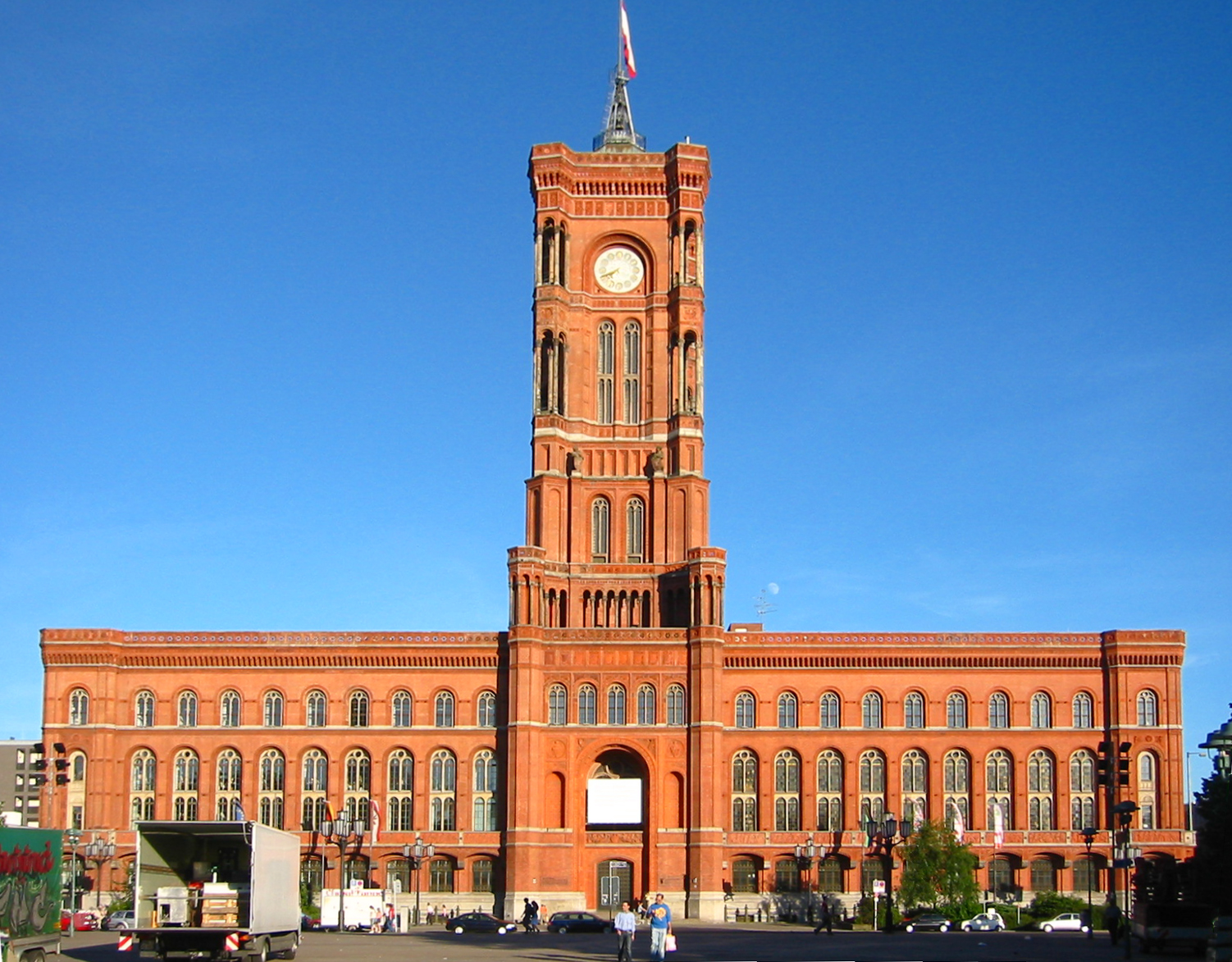
Rotes Rathaus, hôtel de ville de Berlin depuis la réunification allemande de 1990.
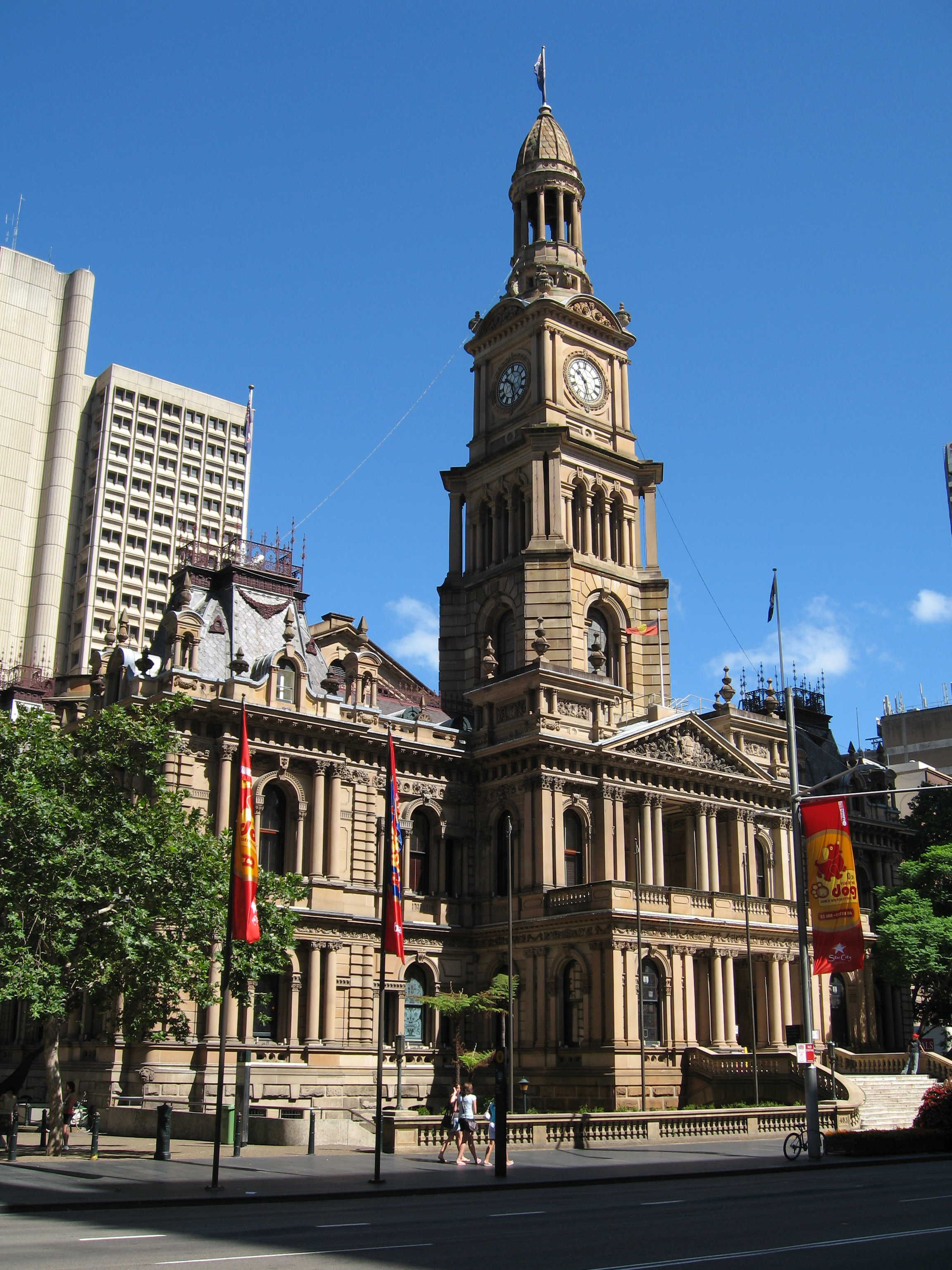
Hôtel de ville de Sydney (Australie).
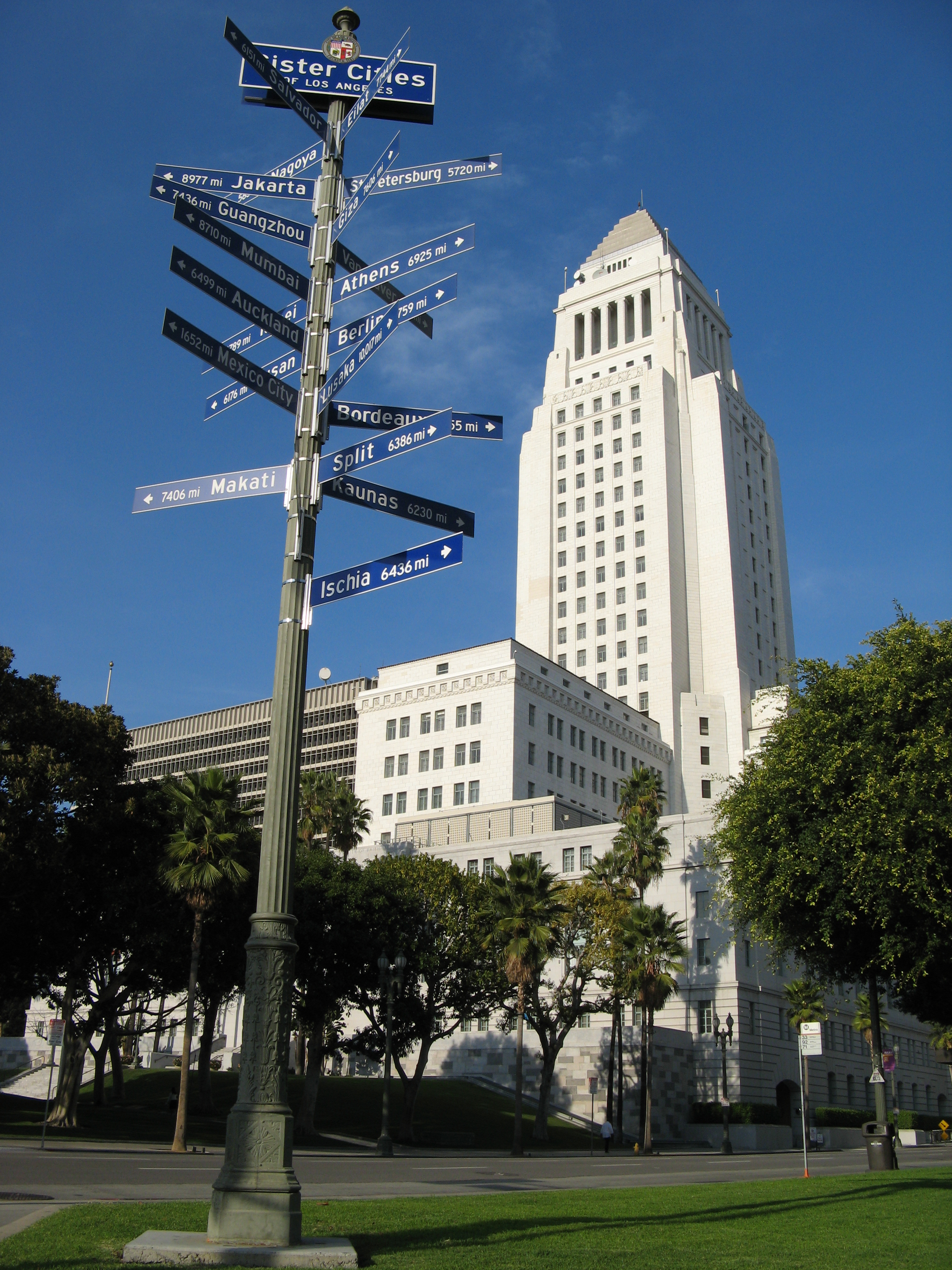
Hôtel de ville de Los Angeles à Los Angeles.
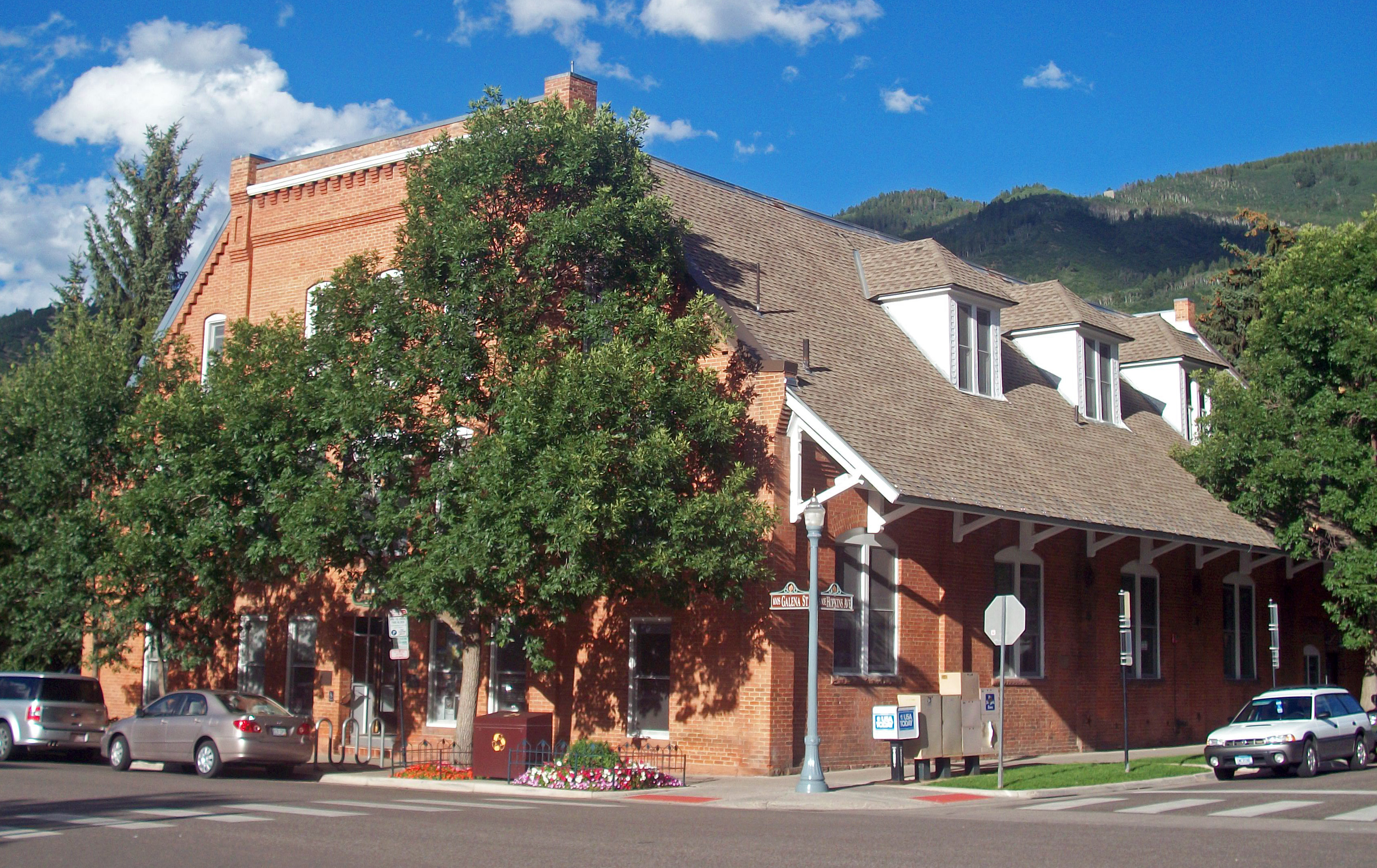
Le City Hall d'Aspen, au Colorado (États-Unis).
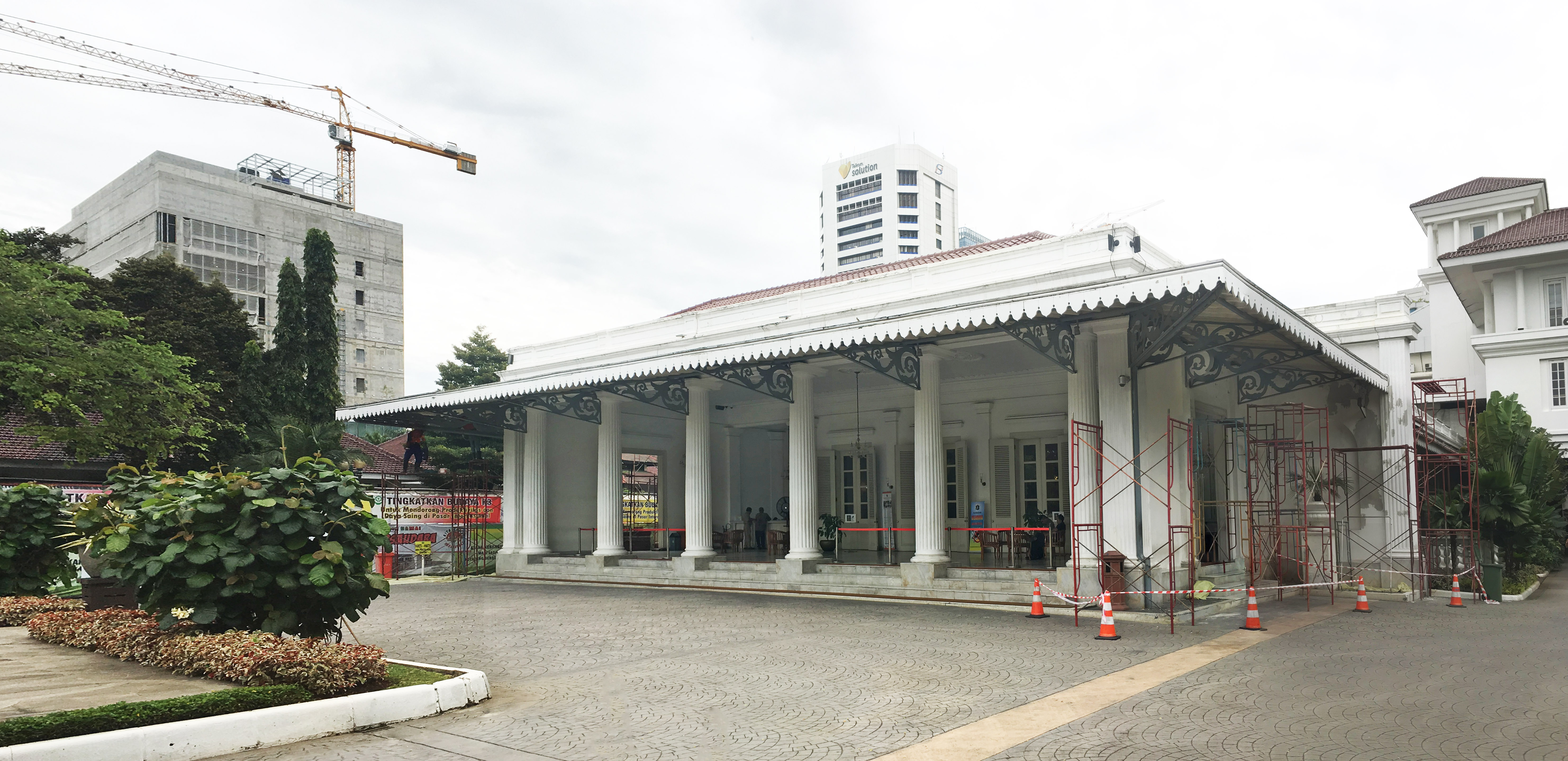
Le bureau du gouverneur, construit à l'époque de la colonisation néerlandaise, fait partie de l'Hôtel de ville de Jakarta (Indonésie).
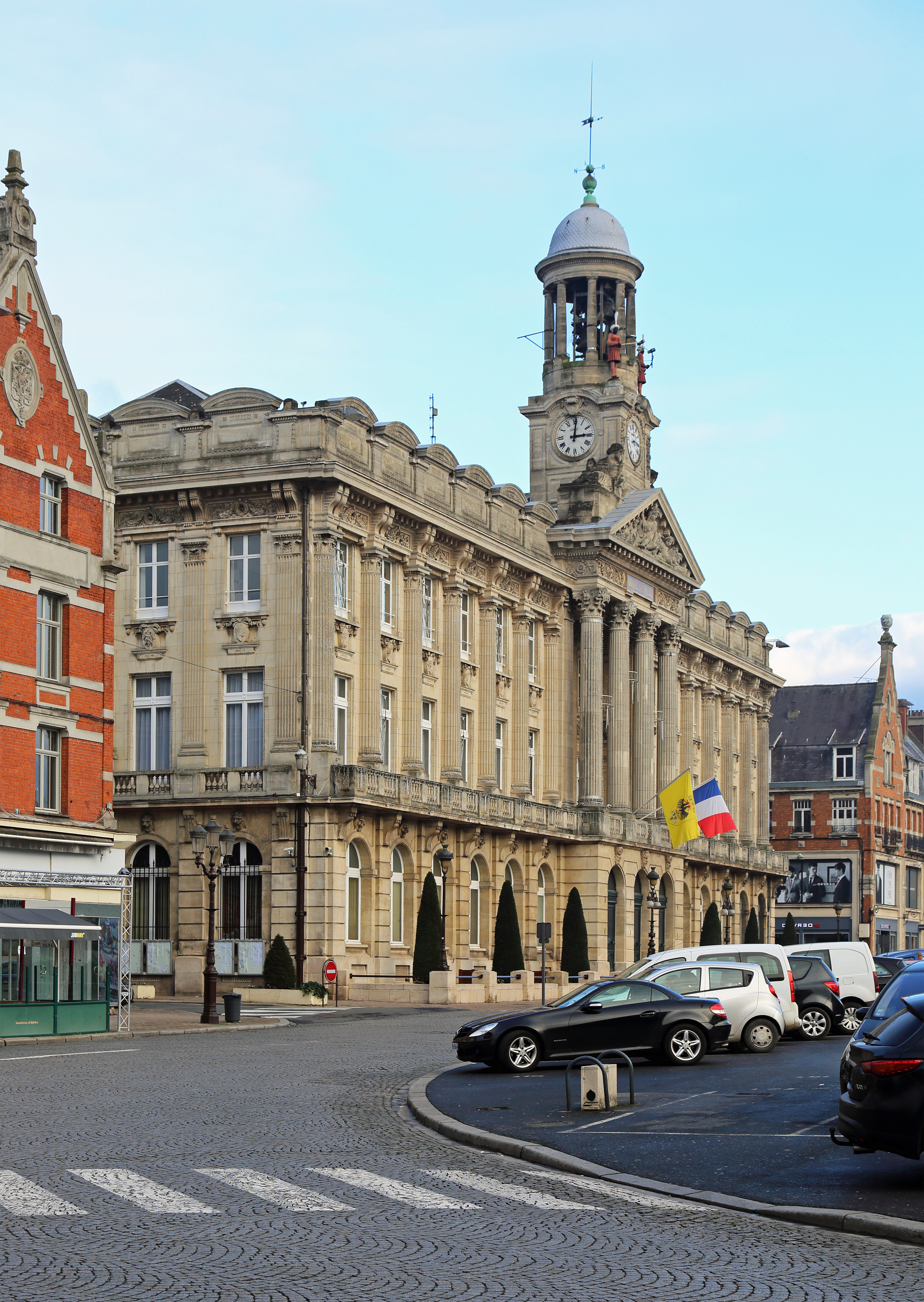
Hôtel de ville de Cambrai (France) et ses Jacquemarts Martin et Martine situés sur son Campanile